# Conary
Conary（コナリー）は自由ソフトウェア / オープンソースのパッケージ管理システムである。レッドハットの元社員が設立したrPath社によって開発された。分散されたオンラインリポジトリに対して、依存関係を自動的に解決するパッケージインストールに焦点を合わせている。Foresight LinuxとrPath Linuxで採用されている。
ConaryはRPM、CVS、Portageなどの優れた点を集め、さらにいくつか優れた機能を追加し、明解なリビジョン・コントロールを行う先進的な次世代パッケージ管理システムである。
Conaryはアップデートされる必要があるパッケージにおいて特定のファイルだけをアップデートする。この振る舞いは回線使用量とソフトウェアパッケージのアップデートに必要な時間を最小化する。このConaryの振る舞いはRPMやDEBなどパッケージ全体がダウンロードされる他のファイルフォーマットとは対照をなしている。